# 高校野球全国大会の記録 (北海道勢)
明治神宮野球大会・選抜高等学校野球大会・全国高等学校野球選手権大会における北海道勢の成績について記す。

## 大会結果
| 年度          | 明治神宮野球大会（北海道代表） 明治神宮野球大会（北海道東北代表） | 選抜高等学校野球大会（北海道第一代表） 選抜高等学校野球大会（北海道第二代表） | 全国高等学校野球選手権大会（南北海道代表） 全国高等学校野球選手権大会（北北海道代表） |
| ------------- | ----------------------------------------------------------------- | ----------------------------------------------------------------------------- | ------------------------------------------------------------------------------------- |
| 1914年-1915年 | -                                                                 | -                                                                             | 秋田中（秋田）                                                                        |
| 1915年-1916年 | -                                                                 | -                                                                             | 一関中（岩手）                                                                        |
| 1916年-1917年 | -                                                                 | -                                                                             | 盛岡中（岩手）                                                                        |
| 1917年-1918年 | -                                                                 | -                                                                             | 一関中（岩手）                                                                        |
| 1918年-1919年 | -                                                                 | -                                                                             | 盛岡中（岩手）                                                                        |
| 1919年-1920年 | -                                                                 | -                                                                             | 北海中（初出場、初戦）                                                                |
| 1920年-1921年 | -                                                                 | -                                                                             | 函館中（初出場、初戦）                                                                |
| 1921年-1922年 | -                                                                 | -                                                                             | 北海中（2年ぶり2回目、8強）                                                           |
| 1922年-1923年 | -                                                                 | -                                                                             | 函館商（初出場、8強）                                                                 |
| 1923年-1924年 | -                                                                 | -                                                                             | 北海中（2年ぶり3回目、2回戦）                                                         |
| 1924年-1925年 | -                                                                 | -                                                                             | 北海中（2年連続4回目、初戦）                                                          |
| 1925年-1926年 | -                                                                 | -                                                                             | 旭川商（初出場、初戦）                                                                |
| 1926年-1927年 | -                                                                 | -                                                                             | 札幌第一中（初出場、2回戦）                                                           |
| 1927年-1928年 | -                                                                 | -                                                                             | 北海中（3年ぶり5回目、4強）                                                           |
| 1928年-1929年 | -                                                                 | -                                                                             | 北海中（2年連続6回目、初戦）                                                          |
| 1929年-1930年 | -                                                                 | -                                                                             | 北海中（3年連続7回目、初戦）                                                          |
| 1930年-1931年 | -                                                                 | -                                                                             | 札幌商（初出場、8強）                                                                 |
| 1931年-1932年 | -                                                                 | -                                                                             | 北海中（2年ぶり8回目、初戦）                                                          |
| 1932年-1933年 | -                                                                 | -                                                                             | 北海中（2年連続9回目、初戦）                                                          |
| 1933年-1934年 | -                                                                 | -                                                                             | 札幌商（3年ぶり2回目、初戦）                                                          |
| 1934年-1935年 | -                                                                 | -                                                                             | 北海中（2年ぶり10回目、初戦）                                                         |
| 1935年-1936年 | -                                                                 | -                                                                             | 北海中（2年連続11回目、8強）                                                          |
| 1936年-1937年 | -                                                                 | -                                                                             | 北海中（3年連続12回目、8強）                                                          |
| 1937年-1938年 | -                                                                 | 北海中（初出場、初戦）                                                        | 北海中（4年連続13回目、初戦）                                                         |
| 1938年-1939年 | -                                                                 | -                                                                             | 札幌第一中（12年ぶり2回目、初戦）                                                     |
| 1939年-1940年 | -                                                                 | -                                                                             | 北海中（2年ぶり14回目、初戦）                                                         |
| 1940年-1941年 | -                                                                 | -                                                                             | なし（なし、中止）                                                                    |
| 1941年-1942年 | -                                                                 | -                                                                             | なし（なし、中止）                                                                    |
| 1942年-1943年 | -                                                                 | -                                                                             | なし（なし、中止）                                                                    |
| 1943年-1944年 | -                                                                 | -                                                                             | なし（なし、中止）                                                                    |
| 1944年-1945年 | -                                                                 | -                                                                             | なし（なし、中止）                                                                    |
| 1945年-1946年 | -                                                                 | -                                                                             | 函館中（14年ぶり2回目、8強）                                                          |
| 1946年-1947年 | -                                                                 | -                                                                             | 函館工（初出場、2回戦）                                                               |
| 1947年-1948年 | -                                                                 | -                                                                             | 函館工（2年連続2回目、8強）                                                           |
| 1948年-1949年 | -                                                                 | -                                                                             | 帯広（初出場、2回戦）                                                                 |
| 1949年-1950年 | -                                                                 | -                                                                             | 北海（10年ぶり15回目、8強）                                                           |
| 1950年-1951年 | -                                                                 | -                                                                             | 北海（2年連続16回目、初戦）                                                           |
| 1951年-1952年 | -                                                                 | 函館西（初出場、初戦）                                                        | 函館西（初出場、8強）                                                                 |
| 1952年-1953年 | -                                                                 | 北海（15年ぶり2回目、初戦）                                                   | 北海（2年ぶり17回目、初戦）                                                           |
| 1953年-1954年 | -                                                                 | 北海（2年連続3回目、8強）                                                     | 北海（2年連続18回目、8強）                                                            |
| 1954年-1955年 | -                                                                 | 北見北斗（初出場、初戦）                                                      | 芦別（初出場、初戦）                                                                  |
| 1955年-1956年 | -                                                                 | 苫小牧工（初出場、初戦）                                                      | 北海（2年ぶり19回目、初戦）                                                           |
| 1956年-1957年 | -                                                                 | 苫小牧東（初出場、初戦）                                                      | 函館工（7年ぶり3回目、2回戦）                                                         |
| 1957年-1958年 | -                                                                 | 函館工（初出場、初戦）                                                        | 札幌商（24年ぶり3回目、初戦）                                                         |
| 1958年-1959年 | -                                                                 | 苫小牧工（3年ぶり2回目、初戦）                                                | 苫小牧東（初出場、初戦） 帯広三条（初出場、初戦）                                     |
| 1959年-1960年 | -                                                                 | 北海（6年ぶり4回目、4強）                                                     | 北海（4年ぶり20回目、8強） 旭川北（初出場、初戦）                                     |
| 1960年-1961年 | -                                                                 | 北海（2年ぶり5回目、2回戦）                                                   | 札幌商（3年ぶり4回目、初戦） 釧路江南（初出場、初戦）                                 |
| 1961年-1962年 | -                                                                 | 北海（3年ぶり6回目、初戦）                                                    | 北海（2年ぶり21回目、8強） 帯広三条（3年ぶり2回目、初戦）                             |
| 1962年-1963年 | -                                                                 | 北海（4年ぶり7回目、準優勝）                                                  | 函館工（6年ぶり4回目、初戦） 釧路商（初出場、初戦）                                   |
| 1963年-1964年 | -                                                                 | 北海（5年ぶり8回目、初戦）                                                    | 北海（2年ぶり22回目、2回戦） 旭川南（初出場、初戦）                                   |
| 1964年-1965年 | -                                                                 | 苫小牧東（8年ぶり2回目、8強）                                                 | 北海（2年連続23回目、初戦） 帯広三条（3年ぶり3回目、2回戦）                           |
| 1965年-1966年 | -                                                                 | 室蘭工（初出場、2回戦）                                                       | 駒大苫小牧（初出場、初戦） 釧路江南（5年ぶり2回目、初戦）                             |
| 1966年-1967年 | -                                                                 | 札幌光星（初出場、初戦）                                                      | 北海（2年ぶり24回目、初戦） 網走南ヶ丘（初出場、初戦）                                |
| 1967年-1968年 | -                                                                 | 苫小牧東（3年ぶり3回目、初戦）                                                | 北海（2年連続25回目、初戦） 北日本学院（初出場、2回戦）                               |
| 1968年-1969年 | -                                                                 | 釧路第一（初出場、2回戦）                                                     | 三笠（初出場、初戦） 芦別工（初出場、初戦）                                           |
| 1969年-1970年 | -                                                                 | 網走南ヶ丘（初出場、初戦）                                                    | 北海（2年ぶり26回目、初戦） 北見柏陽（初出場、初戦）                                  |
| 1970年-1971年 | -                                                                 | 芦別工（初出場、初戦）                                                        | 北海（2年連続27回目、初戦） 留萌（初出場、初戦）                                      |
| 1971年-1972年 | -                                                                 | 苫小牧工（13年ぶり3回目、初戦）                                               | 苫小牧工（初出場、2回戦） 北見工（初出場、初戦）                                      |
| 1972年-1973年 | -                                                                 | 函館有斗（初出場、2回戦）                                                     | 札幌商（12年ぶり5回目、初戦） 旭川竜谷（初出場、3回戦）                               |
| 1973年-1974年 | 函館有斗（初出場、初戦）                                          | 函館有斗（2年連続2回目、初戦） 苫小牧工（2年ぶり4回目、初戦）                 | 函館有斗（初出場、初戦） 旭川竜谷（2年連続2回目、3回戦）                              |
| 1974年-1975年 | 札幌商（初出場、4強）                                             | 札幌商（初出場、2回戦） 北海道日大高（初出場、2回戦）                         | 北海道日大高（初出場、初戦） 旭川竜谷（3年連続3回目、初戦）                           |
| 1975年-1976年 | 札幌商（2年連続2回目、初戦）                                      | 函館有斗（2年ぶり3回目、初戦） 札幌商（2年連続2回目、初戦）                   | 東海大四（初出場、初戦） 釧路江南（10年ぶり3回目、初戦）                              |
| 1976年-1977年 | 北海道日大高（初出場、8強）                                       | 北海道日大高 (2年ぶり2回目、初戦)                                             | 札幌商（4年ぶり6回目、初戦） 釧路江南（2年連続4回目、初戦）                           |
| 1977年-1978年 | 東海大四（初出場、8強）                                           | 東海大四 (初出場、初戦)                                                       | 東海大四（2年ぶり2回目、初戦） 旭川竜谷（3年ぶり4回目、3回戦）                        |
| 1978年-1979年 | 室蘭大谷（初出場、初戦）                                          | 室蘭大谷 (初出場、初戦)                                                       | 札幌商（2年ぶり7回目、初戦） 釧路工（初出場、初戦）                                   |
| 1979年-1980年 | 東海大四（2年ぶり2回目、初戦）                                    | 東海大四 (2年ぶり2回目、初戦)                                                 | 札幌商（2年連続8回目、3回戦） 旭川大高（12年ぶり2回目、3回戦）                        |
| 1980年-1981年 | 北海道日大高（4年ぶり2回目、初戦）                                | 北海道日大高 (4年ぶり3回目、初戦) 東海大四 (2年連続3回目、初戦)               | 函館有斗（7年ぶり2回目、初戦） 帯広工（初出場、初戦）                                 |
| 1981年-1982年 | 北海（初出場、初戦）                                              | 北海 (18年ぶり9回目、初戦)                                                    | 函館有斗（2年連続3回目、初戦） 帯広農（初出場、初戦）                                 |
| 1982年-1983年 | -                                                                 | 駒大岩見沢 (初出場、8強)                                                      | 駒大岩見沢（初出場、初戦） 旭川竜谷（5年ぶり5回目、初戦）                             |
| 1983年-1984年 | 函館有斗（10年ぶり2回目、初戦）                                   | 砂川北 (初出場、初戦)                                                         | 北海（13年ぶり28回目、初戦） 広尾（初出場、初戦）                                     |
| 1984年-1985年 | -                                                                 | 駒大岩見沢 (2年ぶり2回目、2回戦)                                              | 函館有斗（4年ぶり4回目、初戦） 旭川竜谷（2年ぶり6回目、2回戦）                        |
| 1985年-1986年 | 函館有斗（2年ぶり3回目、初戦）                                    | 函館有斗（10年ぶり4回目、2回戦）                                              | 東海大四（8年ぶり3回目、2回戦） 帯広三条（21年ぶり4回目、初戦）                       |
| 1986年-1987年 | -                                                                 | 旭川竜谷 (初出場、初戦)                                                       | 函館有斗（2年ぶり5回目、初戦） 帯広北（初出場、初戦）                                 |
| 1987年-1988年 | 函館有斗（2年ぶり4回目、初戦）                                    | 函館有斗 (2年ぶり5回目、3回戦) 北海 (6年ぶり10回目、3回戦)                    | 札幌開成（初出場、初戦） 滝川西（初出場、初戦）                                       |
| 1988年-1989年 | なし（なし、中止）                                                | 東海大四 (8年ぶり4回目、2回戦) 苫小牧工 (15年ぶり5回目、2回戦)                | 北海（5年ぶり29回目、初戦） 帯広北（2年ぶり2回目、初戦）                              |
| 1989年-1990年 | -                                                                 | 駒大岩見沢 (5年ぶり3回目、初戦)                                               | 函館大有斗（3年ぶり6回目、初戦） 中標津（初出場、初戦）                               |
| 1990年-1991年 | 旭川竜谷（初出場、初戦）                                          | 旭川竜谷 (4年ぶり2回目、初戦)                                                 | 北照（初出場、初戦） 旭川工（初出場、初戦）                                           |
| 1991年-1992年 | -                                                                 | 駒大岩見沢 (2年ぶり4回目、初戦)                                               | 北海（3年ぶり30回目、初戦） 砂川北（初出場、初戦）                                    |
| 1992年-1993年 | 駒大岩見沢（初出場、初戦）                                        | 駒大岩見沢 (2年連続5回目、4強) 知内 (初出場、初戦)                            | 東海大四（7年ぶり4回目、3回戦） 旭川大高（13年ぶり3回目、2回戦）                      |
| 1993年-1994年 | -                                                                 | 滝川西 (初出場、初戦)                                                         | 北海（2年ぶり31回目、8強） 砂川北（2年ぶり2回目、2回戦）                              |
| 1994年-1995年 | 北海(13年ぶり2回目、4強)                                          | 北海 (7年ぶり11回目、初戦)                                                    | 北海道工（初出場、初戦） 旭川実（初出場、8強）                                        |
| 1995年-1996年 | -                                                                 | 駒大岩見沢 (3年ぶり6回目、初戦)                                               | 北海（2年ぶり32回目、初戦） 旭川工（5年ぶり2回目、初戦）                              |
| 1996年-1997年 | 函館大有斗（9年ぶり5回目、4強）                                   | 函館大有斗 (9年ぶり6回目、2回戦)                                              | 函館大有斗（7年ぶり7回目、2回戦） 旭川大高（4年ぶり4回目、初戦）                      |
| 1997年-1998年 | -                                                                 | 北照 (初出場、初戦) 苫小牧東 (30年ぶり4回目、初戦)                            | 駒大岩見沢（15年ぶり2回目、初戦） 滝川西（10年ぶり2回目、初戦）                       |
| 1998年-1999年 | 駒大岩見沢（6年ぶり2回目、4強）                                   | 駒大岩見沢 (3年ぶり7回目、2回戦)                                              | 北海（3年ぶり33回目、初戦） 旭川実（4年ぶり2回目、3回戦）                             |
| 1999年-2000年 | 北照（初出場、4強）                                               | 北照 (2年ぶり2回目、2回戦)                                                    | 札幌南（61年ぶり3回目、初戦） 旭川大高（3年ぶり5回目、初戦）                          |
| 2000年-2001年 | 東海大四（21年ぶり3回目、初戦）                                   | 東海大四 (12年ぶり5回目、2回戦)                                               | 駒大苫小牧（35年ぶり2回目、初戦） 帯広三条（15年ぶり5回目、初戦）                     |
| 2001年-2002年 | 札幌日大高（初出場、初戦）                                        | 札幌日大高 (初出場、初戦) 鵡川 (初出場、2回戦)                                | 札幌第一（初出場、初戦） 旭川工（6年ぶり3回目、初戦）                                 |
| 2002年-2003年 | 駒大苫小牧（初出場、初戦）                                        | 駒大苫小牧 (初出場、初戦) 旭川実 (初出場、初戦)                               | 駒大苫小牧（2年ぶり3回目、初戦） 旭川大高（3年ぶり6回目、初戦）                       |
| 2003年-2004年 | 鵡川（初出場、4強）                                               | 鵡川 (2年ぶり2回目、2回戦)                                                    | 駒大苫小牧（2年連続4回目、優勝） 旭川北（44年ぶり2回目、初戦）                        |
| 2004年-2005年 | 駒大苫小牧（2年ぶり2回目、8強）                                   | 駒大苫小牧 (2年ぶり2回目、2回戦)                                              | 駒大苫小牧（3年連続5回目、優勝） 旭川工（3年ぶり4回目、初戦）                         |
| 2005年-2006年 | 駒大苫小牧（2年連続3回目、優勝）                                  | 北海道栄 (25年ぶり4回目、初戦) 旭川実 (3年ぶり2回目、初戦)                    | 駒大苫小牧（4年連続6回目、準優勝） 白樺学園（初出場、初戦）                           |
| 2006年-2007年 | 旭川南（初出場、初戦）                                            | 旭川南 (初出場、初戦)                                                         | 駒大苫小牧（5年連続7回目、初戦） 駒大岩見沢（9年ぶり3回目、初戦）                     |
| 2007年-2008年 | 駒大岩見沢（9年ぶり3回目、初戦）                                  | 駒大岩見沢 (9年ぶり8回目、初戦)                                               | 北海（9年ぶり34回目、初戦） 駒大岩見沢（2年連続4回目、3回戦）                         |
| 2008年-2009年 | 鵡川（5年ぶり2回目、4強）                                         | 鵡川 (5年ぶり3回目、初戦)                                                     | 札幌第一（7年ぶり2回目、2回戦） 旭川大高（6年ぶり7回目、初戦）                        |
| 2009年-2010年 | 北照（10年ぶり2回目、初戦）                                       | 北照 (10年ぶり3回目、8強)                                                     | 北照（19年ぶり2回目、初戦） 旭川実（11年ぶり3回目、初戦）                             |
| 2010年-2011年 | 北海（16年ぶり3回目、初戦）                                       | 北海 (16年ぶり12回目、8強)                                                    | 北海（3年ぶり35回目、初戦） 白樺学園（5年ぶり2回目、2回戦）                           |
| 2011年-2012年 | 北照（2年ぶり3回目、4強）                                         | 北照 (2年ぶり4回目、初戦) 女満別（初出場、初戦）                              | 札幌第一（3年ぶり3回目、初戦） 旭川工（7年ぶり5回目、初戦）                           |
| 2012年-2013年 | 北照（2年連続4回目、4強）                                         | 北照 (2年連続5回目、8強) 遠軽（初出場、2回戦）                                | 北照（3年ぶり3回目、初戦） 帯広大谷（初出場、初戦）                                   |
| 2013年-2014年 | 駒大苫小牧（8年ぶり4回目、初戦）                                  | 駒大苫小牧（9年ぶり3回目、2回戦）                                             | 東海大四（21年ぶり5回目、2回戦） 武修館（初出場、初戦）                               |
| 2014年-2015年 | 東海大四（14年ぶり4回目、8強）                                    | 東海大四（14年ぶり6回目、準優勝）                                             | 北海（4年ぶり36回目、初戦） 白樺学園（4年ぶり3回目、初戦）                            |
| 2015年-2016年 | 札幌第一（初出場、8強）                                           | 札幌第一（初出場、初戦）                                                      | 北海（2年連続37回目、準優勝） クラーク（初出場、初戦）                                |
| 2016年-2017年 | 札幌第一（2年連続2回目、4強）                                     | 札幌第一（2年連続2回目、初戦）                                                | 北海（3年連続38回目、初戦） 滝川西（19年ぶり3回目、初戦）                             |
| 2017年-2018年 | 駒大苫小牧（4年ぶり5回目、初戦）                                  | 駒大苫小牧（4年ぶり4回目、初戦）                                              | 北照（5年ぶり4回目、初戦） 旭川大高（9年ぶり8回目、初戦）                             |
| 2018年-2019年 | 札幌大谷（初出場、優勝）                                          | 札幌大谷（初出場、2回戦） 札幌第一（2年ぶり3回目、初戦）                      | 北照（2年連続5回目、初戦） 旭川大高（2年連続9回目、初戦）                             |
| 2019年-2020年 | 白樺学園（初出場、4強）                                           | 白樺学園（初出場、中止） 帯広農（初出場、中止）                               | なし（なし、中止） なし（なし、中止）                                                 |
| 2020年-2021年 | なし（なし、中止）                                                | 北海（10年ぶり13回目、初戦）                                                  | 北海（4年ぶり39回目、初戦） 帯広農（39年ぶり2回目、初戦）                             |
| 2021年-2022年 | クラーク（初出場、初戦）                                          | クラーク（初出場、初戦）                                                      | 札幌大谷（初出場、初戦） 旭川大高（3年ぶり10回目、初戦）                              |
| 2022年-2023年 | クラーク（2年連続2回目、初戦）                                    | クラーク（2年連続2回目、初戦）                                                | 北海（2年ぶり40回目、3回戦） クラーク（7年ぶり2回目、2回戦）                          |
| 2023年-2024年 | 北海（13年ぶり4回目、初戦）                                       | 北海（3年ぶり14回目、初戦） 別海（初出場、初戦）                              | 札幌日大高（初出場、初戦） 白樺学園（9年ぶり4回目、初戦）                             |
| 2024年-2025年 | 東海大札幌（10年ぶり5回目、8強）                                  |                                                                               |                                                                                       |

## 北海道代表の学校別成績
2025年終了時点（太字は、その項目の最高記録を示す）。
| 校名           | 支部 | 計 （出場回数・最高成績） | 明治神宮野球大会 （出場回数・最高成績） | 選抜高等学校野球大会 （出場回数・最高成績） | 全国高等学校野球選手権大会 （出場回数・最高成績） |
| -------------- | ---- | ------------------------- | --------------------------------------- | ------------------------------------------- | ------------------------------------------------- |
| 北海           | 札幌 | 58回 準優勝               | 4回 4強                                 | 14回 準優勝                                 | 40回 準優勝                                       |
| 函館大有斗     | 函館 | 18回 4強                  | 5回 4強                                 | 6回 3回戦                                   | 7回 2回戦                                         |
| 東海大札幌     | 札幌 | 17回 準優勝               | 5回 8強                                 | 7回 準優勝                                  | 5回 3回戦                                         |
| 駒大苫小牧     | 室蘭 | 16回 優勝                 | 5回 優勝                                | 4回 2回戦                                   | 7回 優勝                                          |
| 駒大岩見沢     | 空知 | 15回 4強                  | 3回 4強                                 | 8回 4強                                     | 4回 3回戦                                         |
| 北照           | 小樽 | 14回 4強                  | 4回 4強                                 | 5回 8強                                     | 5回 初戦                                          |
| 北海学園札幌   | 札幌 | 12回 4強                  | 2回 4強                                 | 2回 2回戦                                   | 8回 8強                                           |
| 旭川志峯       | 旭川 | 10回 3回戦                | 0回 なし                                | 0回 なし                                    | 10回 3回戦                                        |
| 旭川龍谷       | 旭川 | 9回 3回戦                 | 1回 初戦                                | 2回 初戦                                    | 6回 3回戦                                         |
| 札幌第一       | 札幌 | 8回 4強                   | 2回 4強                                 | 3回 初戦                                    | 3回 2回戦                                         |
| 北海道栄       | 室蘭 | 7回 8強                   | 2回 8強                                 | 4回 2回戦                                   | 1回 初戦                                          |
| 白樺学園       | 十勝 | 6回 4強                   | 1回 4強                                 | 1回 中止                                    | 4回 2回戦                                         |
| クラーク       | 空知 | 6回 2回戦                 | 2回 初戦                                | 2回 初戦                                    | 2回 2回戦                                         |
| 苫小牧工       | 室蘭 | 6回 2回戦                 | 0回 なし                                | 5回 2回戦                                   | 1回 2回戦                                         |
| 鵡川           | 室蘭 | 5回 4強                   | 2回 4強                                 | 3回 2回戦                                   | 0回 なし                                          |
| 苫小牧東       | 室蘭 | 5回 2回戦                 | 0回 なし                                | 4回 2回戦                                   | 1回 初戦                                          |
| 函館工         | 函館 | 5回 8強                   | 0回 なし                                | 1回 初戦                                    | 4回 8強                                           |
| 旭川実         | 旭川 | 5回 8強                   | 0回 なし                                | 2回 初戦                                    | 3回 8強                                           |
| 旭川工         | 旭川 | 5回 初戦                  | 0回 なし                                | 0回 なし                                    | 5回 初戦                                          |
| 帯広三条       | 十勝 | 5回 2回戦                 | 0回 なし                                | 0回 なし                                    | 5回 2回戦                                         |
| 釧路江南       | 釧根 | 5回 2回戦                 | 0回 なし                                | 1回 2回戦                                   | 4回 初戦                                          |
| 滝川西         | 空知 | 4回 初戦                  | 0回 なし                                | 1回 初戦                                    | 3回 初戦                                          |
| 札幌大谷       | 札幌 | 3回 優勝                  | 1回 優勝                                | 1回 2回戦                                   | 1回 初戦                                          |
| 札幌南         | 札幌 | 3回 2回戦                 | 0回 なし                                | 0回 なし                                    | 3回 2回戦                                         |
| 札幌日大高     | 札幌 | 3回 初戦                  | 1回 初戦                                | 1回 初戦                                    | 1回 初戦                                          |
| 砂川           | 空知 | 3回 2回戦                 | 0回 なし                                | 1回 初戦                                    | 2回 2回戦                                         |
| 旭川南         | 旭川 | 3回 初戦                  | 1回 初戦                                | 1回 初戦                                    | 1回 初戦                                          |
| 帯広農         | 十勝 | 3回 初戦                  | 0回 なし                                | 1回 中止                                    | 2回 初戦                                          |
| 函館中部       | 函館 | 2回 8強                   | 0回 なし                                | 0回 なし                                    | 2回 8強                                           |
| 函館西         | 函館 | 2回 8強                   | 0回 なし                                | 1回 初戦                                    | 1回 8強                                           |
| 網走南ヶ丘     | 北見 | 2回 2回戦                 | 0回 なし                                | 1回 2回戦                                   | 1回 初戦                                          |
| 北海道大谷     | 室蘭 | 2回 初戦                  | 1回 初戦                                | 1回 初戦                                    | 0回 なし                                          |
| 旭川北         | 旭川 | 2回 初戦                  | 0回 なし                                | 0回 なし                                    | 2回 初戦                                          |
| 帯広北         | 十勝 | 2回 初戦                  | 0回 なし                                | 0回 なし                                    | 2回 初戦                                          |
| 芦別総合技術   | 空知 | 2回 初戦                  | 0回 なし                                | 1回 初戦                                    | 1回 初戦                                          |
| 函館商         | 函館 | 1回 8強                   | 0回 なし                                | 0回 なし                                    | 1回 8強                                           |
| 知内           | 函館 | 1回 初戦                  | 0回 なし                                | 1回 初戦                                    | 0回 なし                                          |
| 室蘭工         | 室蘭 | 1回 2回戦                 | 0回 なし                                | 1回 2回戦                                   | 0回 なし                                          |
| 帯広柏葉       | 十勝 | 1回 2回戦                 | 0回 なし                                | 0回 なし                                    | 1回 2回戦                                         |
| 帯広大谷       | 十勝 | 1回 初戦                  | 0回 なし                                | 0回 なし                                    | 1回 初戦                                          |
| 帯広工         | 十勝 | 1回 初戦                  | 0回 なし                                | 0回 なし                                    | 1回 初戦                                          |
| 広尾           | 十勝 | 1回 初戦                  | 0回 なし                                | 0回 なし                                    | 1回 初戦                                          |
| 北海道科学大高 | 札幌 | 1回 初戦                  | 0回 なし                                | 0回 なし                                    | 1回 初戦                                          |
| 札幌光星       | 札幌 | 1回 初戦                  | 0回 なし                                | 1回 初戦                                    | 0回 なし                                          |
| 札幌開成       | 札幌 | 1回 初戦                  | 0回 なし                                | 0回 なし                                    | 1回 初戦                                          |
| 遠軽           | 北見 | 1回 初戦                  | 0回 なし                                | 1回 初戦                                    | 0回 なし                                          |
| 北見柏陽       | 北見 | 1回 初戦                  | 0回 なし                                | 0回 なし                                    | 1回 初戦                                          |
| 北見北斗       | 北見 | 1回 初戦                  | 0回 なし                                | 1回 初戦                                    | 0回 なし                                          |
| 北見工         | 北見 | 1回 初戦                  | 0回 なし                                | 0回 なし                                    | 1回 初戦                                          |
| 女満別         | 北見 | 1回 初戦                  | 0回 なし                                | 1回 初戦                                    | 0回 なし                                          |
| 武修館         | 釧根 | 1回 初戦                  | 0回 なし                                | 0回 なし                                    | 1回 初戦                                          |
| 釧路工         | 釧根 | 1回 初戦                  | 0回 なし                                | 0回 なし                                    | 1回 初戦                                          |
| 釧路商         | 釧根 | 1回 初戦                  | 0回 なし                                | 0回 なし                                    | 1回 初戦                                          |
| 中標津         | 釧根 | 1回 初戦                  | 0回 なし                                | 0回 なし                                    | 1回 初戦                                          |
| 別海           | 釧根 | 1回 初戦                  | 0回 なし                                | 1回 初戦                                    | 0回 なし                                          |
| 三笠           | 空知 | 1回 初戦                  | 0回 なし                                | 0回 なし                                    | 1回 初戦                                          |
| 芦別           | 空知 | 1回 初戦                  | 0回 なし                                | 0回 なし                                    | 1回 初戦                                          |
| 留萌           | 旭川 | 1回 初戦                  | 0回 なし                                | 0回 なし                                    | 1回 初戦                                          |
| 旭川商         | 旭川 | 1回 初戦                  | 0回 なし                                | 0回 なし                                    | 1回 初戦                                          |